# Секаш (Тіміш)
Секаш (рум. Secaș) — село у повіті Тіміш в Румунії. Входить до складу комуни Секаш.
Село розташоване на відстані 371 км на північний захід від Бухареста, 47 км на схід від Тімішоари.

## Населення
За даними перепису населення 2002 року у селі проживали 202 особи, з них 200 осіб (99,0%) румунів. Усі жителі села рідною мовою назвали румунську.